# لباس تقليدي سوري
اللباس التقليدي السوري أو الأزياء السورية جزء من ثقافة الشعب السوري وتراثه الشعبي على امتداد تواجده في سوريا.

## الأزياء

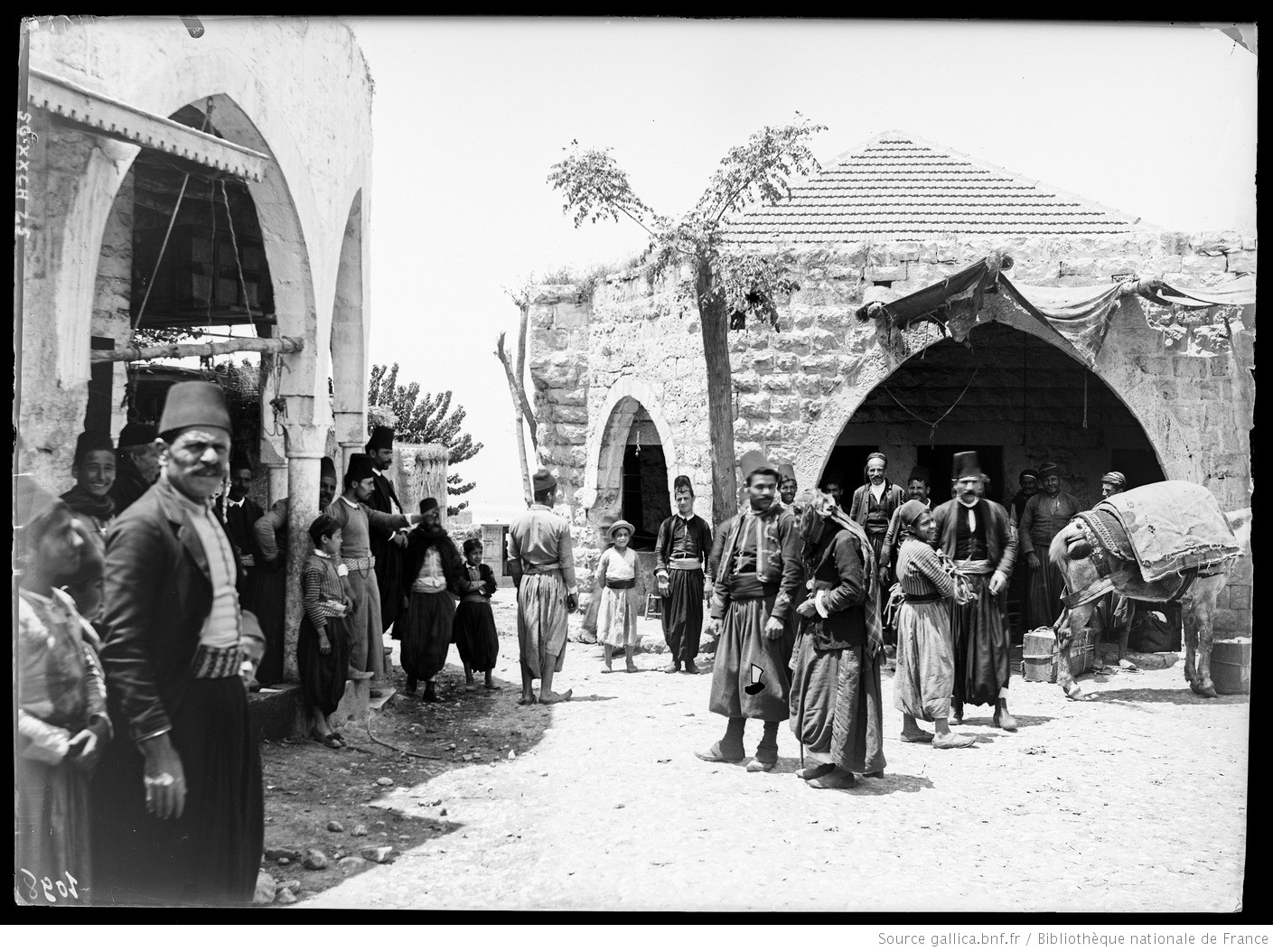
أحد القرى اللبنانية في القرن التاسع عشر

تتألف الأزياء التقليدية للرجال في سوريا من سروال قماشي يدعى في اللهجة العامية «شروال»، وفي القسم العلوي من الجسم قميص يعلوه صدرية مع حطّة يعصب بها الرأس وهو الشماخ أو الكوفية[ ؟ ]، وغالبًا ما كان الزي التقليدي للرجال يترافق مع شبرية أو قطعة من السلاح. استبدلت الحطة تدريجيًا بالطربوش بالنسبة لكبار السن والمتعلمين، كما يمكن استبدال السروال والقميص بجلابية هي عبارة عن رداء طويل مخيط.

أما المرأة، فاللباس التقليدي يتألف من عباءة طويلة داكنة اللون بالنسبة للسيدات وزاهية بالنسبة للفتيات، وتزيّن غالبًا بأقراط ذهبية أو فضية أو يطرز بعضها، مع وشاح يعصب الرأس. ترك الرحالة، والمؤرخين كثيرًا من الوصوف للزي التقليدي:

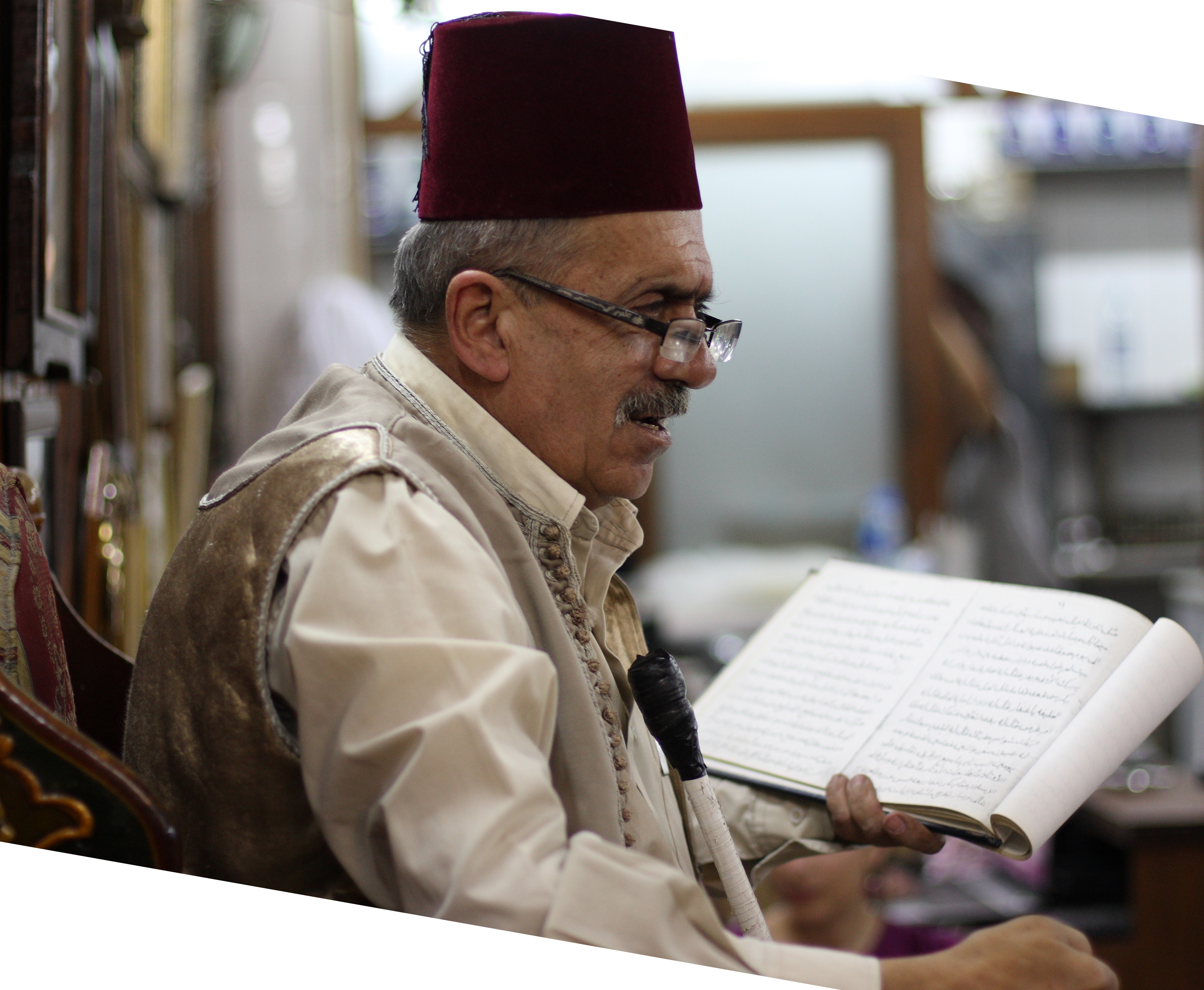
حكواتي معاصر في مقهى النوفرة في دمشق يرتدي الطربوش.

كانت مضيفتي الفاتنة، تلبس ثوب العيد الطويل الحريري المرقش، ذا اللونين الأخضر والأحمر، أما أكمامها الواسعة شفافة تكشف عن ساعدين متسقين، وكان يحيط خضرها حزام من المخمل المزخرف بصفائح معدنية، وكرات صغيرة مجدولة، تنزلق ثم ترتاح على وركيها.
في البادية وبعض مناطق الريف السوري، احتفظ باللباس التقليدي لاسيّما بين كبار السن، حتى الوقت الراهن، مع التحويرات كإزالة الطربوش. غالب أزياء السوريين في المدينة كما في الريف، ومنذ النصف الثاني للقرن العشرين، باتت أزياء حديثة كسراويل الجينز وسواها.

## نبذة تاريخية
الازياء الشعبية النسائية الدمشقية للأزياء التراثة لغة تحمل خصوصية السوريين وطبيعتهم إضافة إلى أنها تشكل تعبيراً عن أوضاعهما لاجتماعية وتظهر مهارة ورفعة ذوق صانعيها في انتقاء ألوانها وزخارفها المرتبطة إلى حد بعيد بالمعتقدات الشعبية. وترجع أجزاء كثيرة من ثياب المرأة السورية الريفية التقليدية إلى روائع تصاميم أزياء الملوك القدامى الذين عاشوا في دمشق أو تدمر وأفامياوايبلا واوأوغاريت وهي رصينة قليلة التغير لا تقبل التحوير حرصاًمن مرتديها في المحافظة على أصالتها التاريخية.وتتميز كل منطقة بأزياء خاصة بها ففي دمشق تتنوع ملابس النساء التراثية حيث كانت المرأة ترتدي لباس الرأس ويسمى البخنق وهي عبارة عن برقع صغير يغطي الرأس والخمار وهو من أغطية الرأس يغطي الرأس والعنق وجزءاً من الصدر والنقاب الذي تضعه المرأة على وجهها عند خروجها من المنزل يتميز بشيء من الشفافية إضافة إلى الملاءة السوداء والعباءة السوداء الطويلة التي تصل إلى أسفل كعب القدم.والنساء في دمشق حريصات على ارتداءالحلي لتكتمل الصورة الجميلة لهن ومن هذه الحلي العرجة وهي طاقية فضية يتدلى منها شرابات من الفضة تتأرجح على الجبين والقلادة الجردان أو الكردان وهو طوق تضعه المرأة في عنقها مؤلف من عدة سلاسل ذهبية يتدلى منها مخمسات ذهبية وأساور ذهبية
أو فضية ومسكوكات ذهبية من الرشادية والحميدية والعزيزية والإنكليزية والخلخال والحلقوالنطاق الذهبي أو الفضي الذي يلف الخصر وغيرها. وتعد الأزياء الشعبية النسائية السورية جزءاًلايتجزأ من ثقافتنا فهي بقماشها وتفصيلهاوزخارفها تعطي صورة عن هذه الثقافة رغم تراجع تداولها في عصرنا الحالي واستبدالها بأزياءعصرية تأتي من بيوت الأزياء العالمية الزي الشعبي ويعكس الزي السوري الجمال والاشياء على حقيقتها ضمن ألوانها الطبيعية زي 

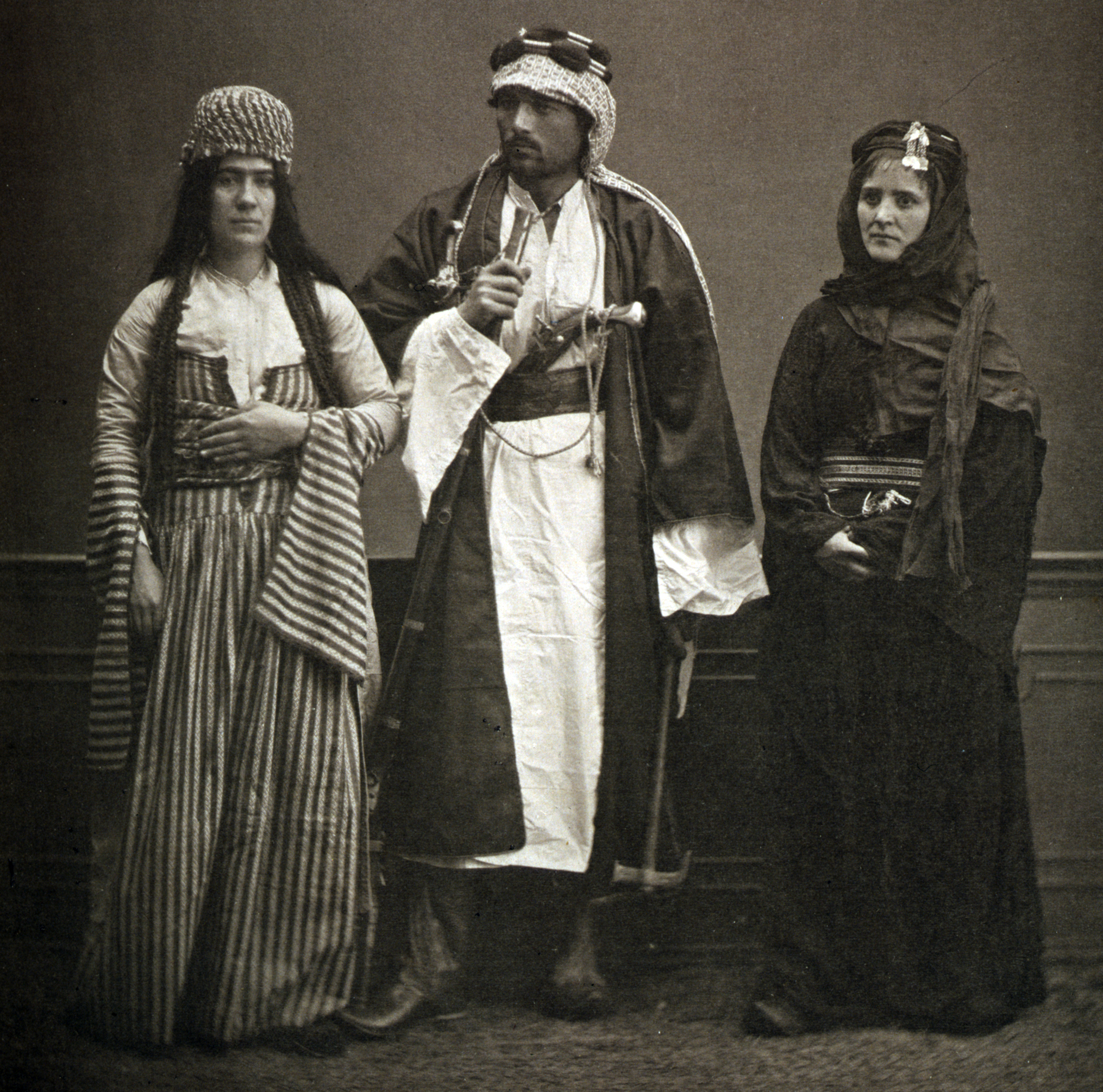
صورة لبعض قاطني مدينة حلب تظهر تنوع الأزياء, 1873

## الزي الشعبي فيحمص
يعد الزي الحمصي أكثر الازياء السورية والازياء العربية تنوعاً عن غيرة من الازياء أهم مكونات ملابس الرجل الحمصي  القديم بالقول: «الأزياء الحمصية كثيرة ومتنوعة فهناك «القمباز» العربي الحمصي والذي يلبس على «السروال» الأبيض و«الصدرية» البيضاء أو «الصدرية» المقلّمة، وهي من الحرير النباتي. ويُخلع أثناء العمل أو يوضع عند الخصر «كمر» أو حزام فيرفع القمباز. ويكون من الجوخ الأصلي الذي هو على عدة أنواع كالإنكليزي والصيني والهندي، وأفضل الأنواع الأجواخ الإنكليزية، وهي من الأجواخ الغالية الثمن. 
ويوضع مع القمباز البطانة التي يجب أن تكون من الحرير. والقمباز بدأ بالتراجع في الفترة الحالية، فلا 
يلبسه إلا الرجال الكبار في السن والمشايخ. كما يختلف القمباز الحمصي عن القمباز الحلبي، الذي يدعى «الركوب»، وهو يختلف من حيث تصميمه وتفصيله، كما يختلف عن القمباز الدمشقي. ونستعمل في القمباز خيوط الحرير«الخرج» التي نستخدمها في تطريز القمباز عند منطقة الصدر وهناك أشكال مختلفة للتطريز».
«هناك «العباءة» التي ما زالت تستخدم حتى الآن، وهي على أنواع وألوان، وأهمها الأسود والأبيض والرمادي والكحلي وهناك العباءة المقصّبة وهناك الحريرية أيضاً، وهذا من حيث الخيط الذي تطرّز به وليس الخيط الذي تحاك منه وتصنع يدوياً أو من خلال الآلات الحديثة، ولكن تبقى العباءة اليدوية صاحبة الكفة الراجحة عند الاختيار. وتلبس فوق القمباز.
وهناك «الصاية» العربية وهي مثل «الجلابية» ولكنها تكون من الحرير النباتي ويلبس عليها الشال، فيرمى على الكتف بشكلٍ عريض، ويكون الشال من «البروكار» كما يوجد أيضاً «المشلح» الذي يوضع فوق «الصاية» بنفس الشكل وبالنسبة للصاية هناك أشكال وألوان وهذه أيضاً لم تعد مطلوبة بكثرة في أسواقنا».
«هناك "الدامر" الذي يلبس فوق الصاية 
العربية" وهو يشبه الصدرية ويكون على عدة ألوان بما يتلاءم مع الصاية ويكون مطرّزاً من أسفله بأشكال مختلفة، وبخيوط الحرير، ويطرّز الطوق الذي في أعلى الرقبة والأكمام أيضاً ويأتي "الدامر" على نوعين: إما دامر بأكمام أو دون أكمام. وهناك "الدرّاعة" وهي عبارة عن رداء طويل ذي قماش سميك يدعى "الدُبك"، مبطّن بقماش سميك أيضاً، ويلبس اتقاءً للبرد».
وعن التطريزات المستخدمة يضيف: «أما بالنسبة للتطريز فإننا نستخدم الخيوط المصنوعة من الحرير النباتي، وتدعى «البريم» أو «البند»، فنقوم بتخطيط العلام الأساسي على القماش، ثم نقوم بتطريزه وفق الأشكال التي نود وضعها. وهنا تكمن العملية الجمالية للتطريز، من حيث الرسم الذي نقوم بتطريزه، ومن حيث صعوبته وجماله ومهارة الخياط الذي يقوم به، وهذه العملية كلها تقوم بشكل يدوي بحت، ومن دون استخدام لأية آلة غير يدوية».
ويذكر الباحث «مصطفى الصوفي» في كتابه «التراث الشعبي الحمصي» أن «اللباس الشائع قديماً في «حمص» وما زال معمولاً به حتى وقتنا الحاضر، تعود جذوره في تاريخنا وثقافتنا إلى ما قبل الإسلام، وقد ذكر منه الكثير في 
تكبير الصورة
الصاية
الكتب التراثية كما في الأغاني للأصفهاني: العمامة والجبة والإزار والملحفة والقميص (الجلابية) والملاءة والسروال الرجالي والنسائي والدراعة والزنار والخمار والبرقع والمرط والقباء: وهو القنباز. واللباس الشعبي الشائع قديماً عند الرجال هو ما يسمى القنباز وفوقه ما يسمى السترة أو الدراعة أو الجاكيت بالإضافة إلى الشروال وفوقه حزام قماشي (شملة) أو جلدي (قشاط عريض) وقمصان تقليدية دون قبة أو ياقة وفوقها العباءة والفروة».

## الزي الشعبي في يبرود
ألبسة الرجال
كان الرجل يلبس قميصاً من الخام البلدي الأبيض أو الأزرق يصل إلى ما فوق ركبتيه وتحته شروال من الخام البلدي الأبيض أو الأزرق أيضاً يربطه بتكة فوق وركيه وفوق القميص كان الرجل يلبس صدرية من الجوخ أو القطن (بدون أكمام) تزرر بعدة أزرار من الصدر وغالباً ما كانت تطرز بخيوط الحرير وتحت الصدرية الشروال (لباس الدك) وهو لباس الوسط حتى الكاحلين ويصنع من الجوخ أو القطن بلون غامق كالأسود أو الأزرق أو البيج ويطرز بالحرير الأسود على جيوبه وعلى أطراف رجليه ويربطه الرجل فوق خصره بتكة من نوعه ويلبس الرجل فوق الصدرية صدرية ثانية بأكمام ولكن بدون أزرار ومطرزة كالسروال على الصدر والأكمام والقبة بخيوط الحرير الأسود غالباً وكان الرجل يتمنطن بالكمر (الزنار) المصنوع من الصوف أو الموصلين وأحياناً من الجلد حيث كان كالكمر قماشي يبطن ويطوى بشكل مائل ويلف حول الخصر دوائر متعددة بحيث تبدو ثنياته من الأمام متدرجة ومنسقة فوق بعضها وفي طرفيه شريطان يعقدان من الخلف وفوف هذا كله كان بعض الرجال يلبسون عباءة واسعة مطرزة بخيوط الحرير الطبيعي على صدرها مصنوعة من وبر الجمال وأكمامها إلى المرفق وفي أيام البرد الشديد يرتدي عباءة من الصوف الأسود الموشح بقليل من البياض وأكمامها إلة المرفق وتصل إلى ما فوق الركبتين ويسمونها (زنارية) وهي خالية من الأزرار والعروات تحزم من الوسط بشريطين صغيرين أو بزنار رفيع لئلا تعيق صاحبها عن العمل وكانت أحياناً تترك مفتوحة سائبة في الحالات العادية والأعياد وكان قماشها خشناً وينسج من شعر الماعز المبروم أو من الصوف المحلي على أنوال يدوية خشبية
أما الشبان فكانوا يرتدون فوق القميص والسروال الداخليين رداء يدعى (صاية) مصنوعة من الخام البلدي المصبوغ بالأزرق أو من الجوخ أو من الكتان وهي واسعة مفتوحة من الأمام تلف الجسم وتربط على الجانب بأزرار من الأعلى وزنار رفيع من الوسط إلى الخلف وكانوا يتمنطقون فوقها بسير من الجلد أو زنار من الصوف الملون شتاءً وفوق الصاية كانوا يلبسون صدرية واسعة بأكمام مطرزة بخيوط من الحرير وبدون أزرار وفيما بعد أصبحوا يلبسون الجاكيت وهو من نفس قماش الصاية
أما لباس الرأس عند الرجال: فكانت طاقية مشغولة بخيوط الحرير الأبيض (التنتناة) وفوقها الحطة الحريرية أو السوداء وفوقها العقال البريم الأسود الذي كان يثبتها على الرأس
والرجال يحتذون في أرجلهم أحذية متنوعة كالخف والشاروخ والمداس والجزمة والكندرة

## اللباس التقليدي في منطقة عفرين

رجل ميسور الحال من منطقة عفرين يرتدي الزي التقليدي السوري وتظهر هذةالصورة تنوع الازياء السورية 1898

لا تختلف ألبسة وأزياء أبناء وبنات منطقة «عفرين»  في الوقت الحالي عما يلبسه أقرانهم في المناطق الأخرى في سوريا على العكس من ألبسة جداتهم وأجدادهم الكردية التي كانت مختلفة في أسمائها وألوانها وتصميمها.
قبل ظهور الألبسة العصرية كانت المرأة العفرينية تلبس الفستان الذي يسمى «الفستان الكرمانجي» وله عدة ألوان بينما كان له شكل موحد تلبسه النساء بمختلف الأعمار وكانت المسنات منهن يلبسن فوقه جاكيت أسود اللون مصنوع من الصوف وكانت المسنات أيضاً يغطين شعرهن بشال ذي ألوان غامقة /أسود– بني– كحلي/ إضافة إلى شال آخر اصغر لتغطية جبينهن لأن رؤية شعر المرأة حينها كان معيباً، أما الفتيات والشابات فكانت تضع على رؤوسهن ايشابات ذات ألوان زاهية دون تغطية جبينهن كالمسنات ونادراً ما كنت تجد في المجتمع العفريني الملايات كالنسوة الحلبيات».
وحول لباس الرجل العفريني يقول «مصطفى حج مستو» 61 عاماً: «كان الرجل العفريني يلبس القميص الخارجي وفوقه جاكيت، كما كان يلبس الشروال ذا اللون الأسود الذي ما زال شائعاً عند كبار السن في المنطقة وبما أنه ضيق من الأسفل فقد كان الخياطون يتركون فتحة واسعة لتسهيل إدخال الرجلين إليه يغلق ويفتح بواسطة سحابات.
وتحت القميص الخارجي الذي ذكرته كان الرجل في «عفرين» يلبس قميصاً داخلياً أبيض اللون وطويلاً يمتد فوق سروال داخلي يشبه الشروال ولكن بلون أبيض، وعلى الرأس كان كبار السن غالباً يلبسون طاقية بيضاء مثقوبة ومحاكة بواسطة خيوط التنتنة تصنعه يدوياً النسوة الريفيات».
وحول اللباس والأزياء الخاصة بالنساء والرجال في منطقة «عفرين» بالنسبة للمرأة فقد كان لباسها يختلف من بيئة لأخرى فالمرأة في الأسرة الغنية كانت
تلبس القماش الجيد الغالي الثمن مثل المخمل والحرير أما المرأة الفقيرة فقد كانت تقتني الأقمشة الرخيصة من الخام ولكن الصفة المشتركة بين لباس الفئتين كانت الألوان الزاهية والأسماء المشتركة تقريباً.
لباس الرأس في أواخر القرن التاسع عشر وأوائل القرن العشرين يختلف بين المرأة المسنة والزوجة الشابة والفتاة، فكبيرة السن كانت تضع «الكوفية» والأصغر سناً كانت تضع «الطربوش» في المناسبات أو منديلاً خاصاً يُسمى «جاوره» /محلياً/ إلى أن اُستبدلت «الكوفية» عند المرأة المسنة بمنديل خاص سمي «شال» ذا ألوان مختلفة ويوضع تحتها منديل أصغر يكلل الجبهة مع الرأس يُعرف «بَرأنه» /محلياً/ وهذا الزي لا يزال موجوداً لدى فئة لا باس بها من النساء المسنات، الفساتين ملونة ومزركشة فوق أزر داخلي يسمى «كه راس» /محلياً/ بدل قميص النوم الحالي، أما لباس القدم فالمرأة كانت تنتعل «التاصوم» /محلياً/ أو «القبقاب» وهي أحذية مشتركة بين الرجال والنساء».

رجلان سوريان يرتديان الزي التقليدي السوري بين 1898 1914 ميلادي

أوصاف لباس المرأة قديماً نذكر «الكوفية» وهي أصغر حجماً من القبعة الحمراء القديمة والمعروفة والتي كان أهل المدن يلبسونها في أواخر العهد العثماني وكانت «الكوفية» تزيّن في المناسبات بالمعادن الثمينة وبقطع العملة، و«الكوفية» هي خاصة بكبيرات السن وكانت تُصنع من خيوط اللباد وأحياناً من خيوط الحرير والفضة.
أما «كه راس» فكان يلبس تحت الفستان بدل قميص النوم العصري وكان يُصنع من الخام الأبيض /الخاصة/ مع تزيين أكمامه وياقته بشريط ملون يسمى «زريفة» مشغول باليد من خيوط الحرير أو الخيوط الملونة العادية وكانت تعطيه شكلا جميلاً.
وهناك «شاشه» وهو منديل للرأس مصنوع من الشاش الأبيض الرقيق يُخاط على محيطه شريط قماشي ملون مشغول بالخرز ويُعلّق على زواياها كرات صوفية صغيرة وملونة».
«وبالنسبة للباس الرجل العفريني فقد كان يتألف من لباس الجسد والرأس والأقدام. أما لباس الجسد فكان
اللباس التقليدي للفتيات في عفرين
يتألف من «كه راس» /محلياً/ وهو بديل اللباس الداخلي ويغطي الجسم حتى الركبة ويُلبس فوقه قميص طويل يسمى «ملتان» /محلياً/ وهو بطول جاكيت معاصر ذو أكمام قصيرة مفتوح من الأمام ويزين بخيوط ملونة صفراء عادة ويُلبس فوقهما عباءة تسمى «عبا كزني» /محلياً/ وتصنع يدوياً من خيوط ناعمة من وبر الماعز الذي يقي من البرد والمطر وكانت هذه العباءة تقليدياً واسعة الانتشار، وحينما جاء الفرنسيون إلى البلاد جلبوا معهم الجاكيت الذي حل محل العباءة التقليدية الجبلية.
من الأسفل كان الرجل في منطقة «عفرين» يلبس السروال الكردي التقليدي–«شَلوَر» /محلياً/ وذلك فوق سروال أبيض فضفاض، لقد كان السروال التقليدي ولونه أسود طويل وفضفاض من الخلف وضيق عند الساقين يشد الخصر بخيط سميك مصنوع من الصوف والوبر المشغول يدوياً، كما كان الرجل يشد خصره بلفافة عريضة مصنوعة من الحرير يوضع تحتها الخنجر أو المسدس أو أداة التدخين الطويلة إضافة إلى حزام جلدي له جيوب ومخابئ توضع فيها الأدوات الشخصية الصغيرة، وكان هناك أيضاً لباس خاص بالرعاة يسمى «كركي شفان» له قبعة وبدون أكمام ويصنع من اللباد السميك المؤلف من الصوف وشعر الماعز ويُلقى على الأكتاف ليغطي الجسم كاملاً.
بالنسبة للباس الرأس فكان العفرينيون يلبسون «القبعة المثقوبة» وهي غطاء رأس مشهور كانت مخروطية الشكل وطويلة تعلو الرأس بحوالي 10-15 سم وكانت تُصنع منزلياً من الخام أو الخاصة البيضاء ويتم ثقبها بشكل متناسق بواسطة شوكة حيوان «النيس» وتُخاط بخيوط من الحرير بواسطة إبرة رفيعة وقصيرة خاصة لخياطة هذه القبعات وتُعلق على قمته طابة صغيرة من الخيوط أو الصوف الأبيض، لقد كان الرجل يضع قبعته على رأسه ثم يلفها بلفافة خاصة تسمى محلياً «شعرا سورمه».
أما ألبسة الأقدام فكانت عبارة عن «التاصوم» /محلياً/ أو «الصرماية» وهي من الأحذية التقليدية وكانت تُصنع بكاملها من الجلد الأحمر أو البني أو الأسود وفي الفترات المتأخرة 
تكبير الصورة
اللباس التقليدي للمسنات في عفرين
صار نعلها من المطاط وهو أكثر الأحذية شيوعاً وينتعلها الرجال والنساء على حد سواء، وهناك نوع آخر يُسمى محلياً «جاروخ» وتصنع من الجلد ومنها نوعان ذات كعب أو دونه وكانت مقدمته طويلة، و«القبقاب» ويصنع من الخشب وينتعل في فصل الشتاء خصوصاً حمايةً من الرطوبة وكان يُلبس معها جراب صوفي مشغول يدوياً، وأخيراً «سول» /محلياً/ وهي من الأحذية الخاصة بالرعاة والفلاحين وتُصنع كلياً من الجلد وتصل إلى منتصف الساق تقريباً وتشد إليه برباطات من الجلد».

## مميزات الثوب السوري
يعتبر الثوب السوري بتكويناته وزخارفه ورموزه وألوانه جزءاً من البيئة العربية السورية.فهذا الثوب يحقق الوظائف الاجتماعية والنفسية والجمالية الحياتية.
الا أن هناك تعديلات طرأت على بعض أزياء المدن السورية إلا أنها في مجملها حافظت على أصالتها كرموز مستقاة من الحياة..
حيث يعكس الثوب علاقة المرأة بواقعها وتعاملها مع الأرض، ولعل غنى الطبيعة السورية وتنوع مناطقها الجغرافية من سهول إلى جبال إلى وديان كان عاملاً مهماً في غنى وتنوع الرموز المستقاة من البيئة، وكثيراً ما نجد وحدات زخرفية نباتية في الثوب كما نجدها في الأشياء المستخدمة في الحياة اليومية.
إن الثوب الشعبي في سورية لا يزال القناة الأكثر تمثلاً للزخارف وتكويناتها وحركتها اللانهائية فهو يتصف ببساطة اللون وعدم المبالغة في الزخرفة ويتميز عادة بلون واحد « أبيض و أسود[ ؟ ] وأحمر ».
إن الثوب السوري هو من القنوات الفلكلورية المهمة ومن أجل هذا الثوب أقيمت المعارض الكبيرة التي تنقلت في العديد من الدول الأوروبية للتعريف به، والكشف عن دلالاته وتكويناته ووظائفه.

ابطال مسلسل باب الحارة بالزي التقليدي

وهناك العديد من الفنانين الذين وظفوا التكوين الزخرفي للثوب السوري في لوحات فنية وجمالية تشكيلية استرعت الانتباه وشدت الأنظار إليها، لما مثلته من أصالة ونزوع إلى ربط الثوب السوري بأصوله الإبداعية القديمة، وبجذوره الحضارية الإنسانية.
لذلك ليس عجيباً أن نجد النسوة في سورية يزين صدورهن بمطرزات تعبر عن الهوية الوطنية، ويحافظن على التراث باعتباره جزءاً من التاريخ القومي لبلاد الشام.

## عناصر اللباس السوري
المرأة
- الإزار: عباءة طويلة داكنة اللون بالنسبة للسيدات وزاهية بالنسبة للفتيات وتزيّن غالبًا بأقراط ذهبية أو فضية أو يطرز بعضها.
- الملاية: العباية الشامية القديمة
- حذاء: حذاء له كعب صغير ترتدية النساء
- الشال: أو بالعامية شالة أو طرحة، تضعها المرأة على راسها كالحجاب أو لرفع شعرها

الرجل
الرجل فكان له لباسه التقليدي أيضا:
- القميص: وفي القسم العلوي من الجسم يلبس القميص كم طويل
- صباط: هو حذاء أسود جلد يلبس في الرجل
- الطربوش: هو غطاء للرأس كالقبعة حمراء اللون أو من مشتقات اللون الأحمر بين الأحمر الفاتح والأحمر الغامق أو أبيض اللون وهو على شكل مخروط ناقص تتدلى من الجانب الخلفي حزمة من الخيوط الحريرية السوداء..
- السروال أو الشروال: طويل يكاد يلامس الحذاء، سروال قماشي يدعى في اللهجة العامية «شروال».
- الصدرية: تلبس فوق القميص
- بانطو: أقصر من العباءة، وهو على أنواع أشهرها: الخنوصي والحلبيّ والحمصيّ والزوفيّ واليوز، والرازي.
- الحزام أو السير: قماش يلف حول الشروال يضع فية الرجل مالة أو ساعة أو مسبحة للزينة
- الجلابية: يمكن استبدال السروال والقميص بجلابية هي عبارة عن رداء طويل مخيط
- القنباز أو الغنباز: يسمّونه أيضاً الكبر أو الدماية، وهو رداء طويل مشقوق من أمام، ضيّق من أعلاه، يتسع قليلاً من أسفل، ويردّون أحد جانبيه على الآخر. وجانباه مشقوقان حتى الخصر. وقنباز الصيف من كتّان وألوانه مختلفة، وأما قنباز الشتاء فمن جوخ. ويُلبس تحته قميص أبيض من قطن يسمى المنتيان.
- الدامر: جبة قصيرة تلبس فوق القنباز كمّاها طويلان.
- الحطة: الحطة أو الغتره، هي عبارة عن قطعة قماش بيضاء مصنوعة من القطن الخفيف يستخدمها الرجال في الريف والبادية، ويتم ثنيها بشكل مثلث توضع على الرأس ويقوم العقال بتثبيتها، وهي تختلف عن الكوفية أو الشماخ لانها لا تحتوي على أي نوع من التطاريز.
- العقال: يستخدم الرجال في الريف والبادية العقال العربي وهو حلقة سوداء مصنوعة من صوف الماعز ويوضع على الرأس لتثبيت الحطة أو الشماخ، حيث ان أستخدم العقال في سوريا منذ القدم ويجيد بعض السوريين صنعه حتى الآن.

ابطال مسلسل ملح وسكر وهم يرتدون الطربوش والشماخ السوري والجلابية

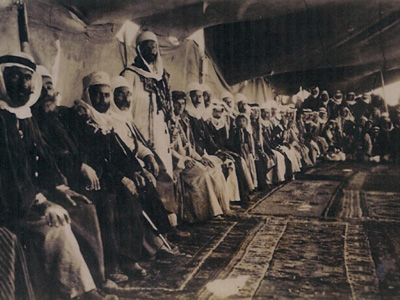
صورة تظهر مشايخ دروز من جبل الدروز في سوريا بالزي التقليدي درزي، عام 1926.

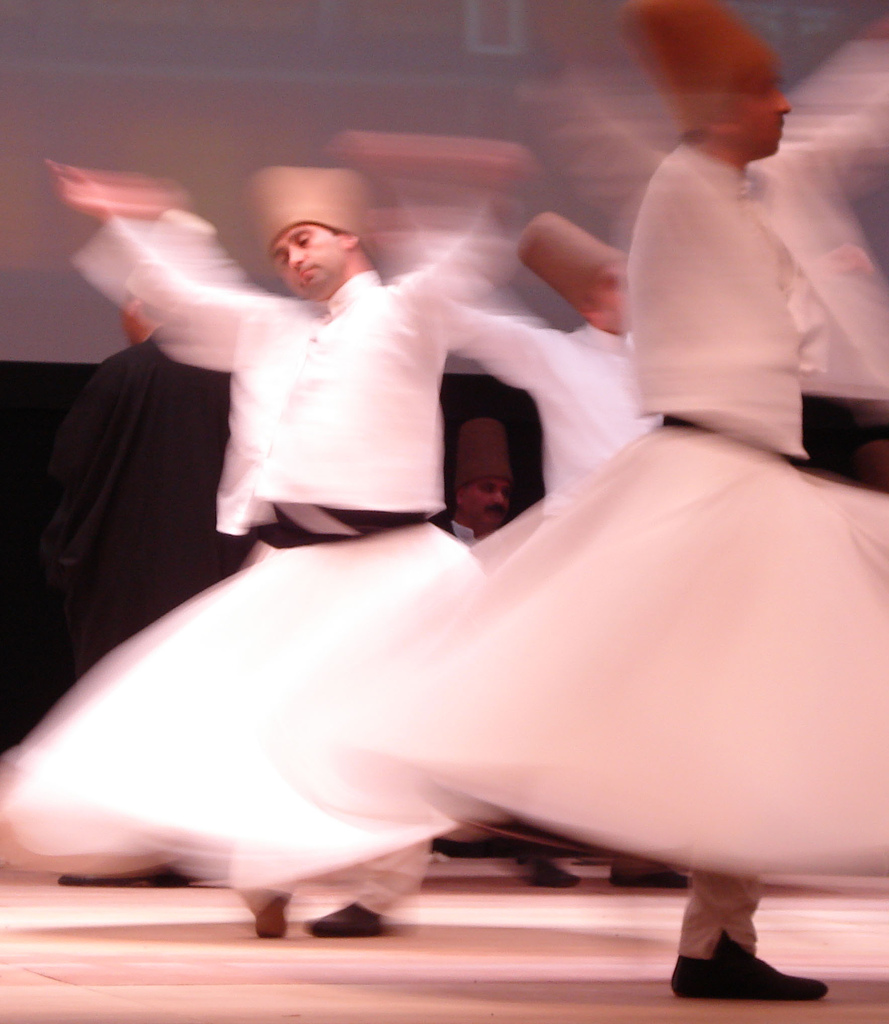
دراويش مولويون يؤدون الرقص الصوفي ويرتدون الملابس الصوفية.

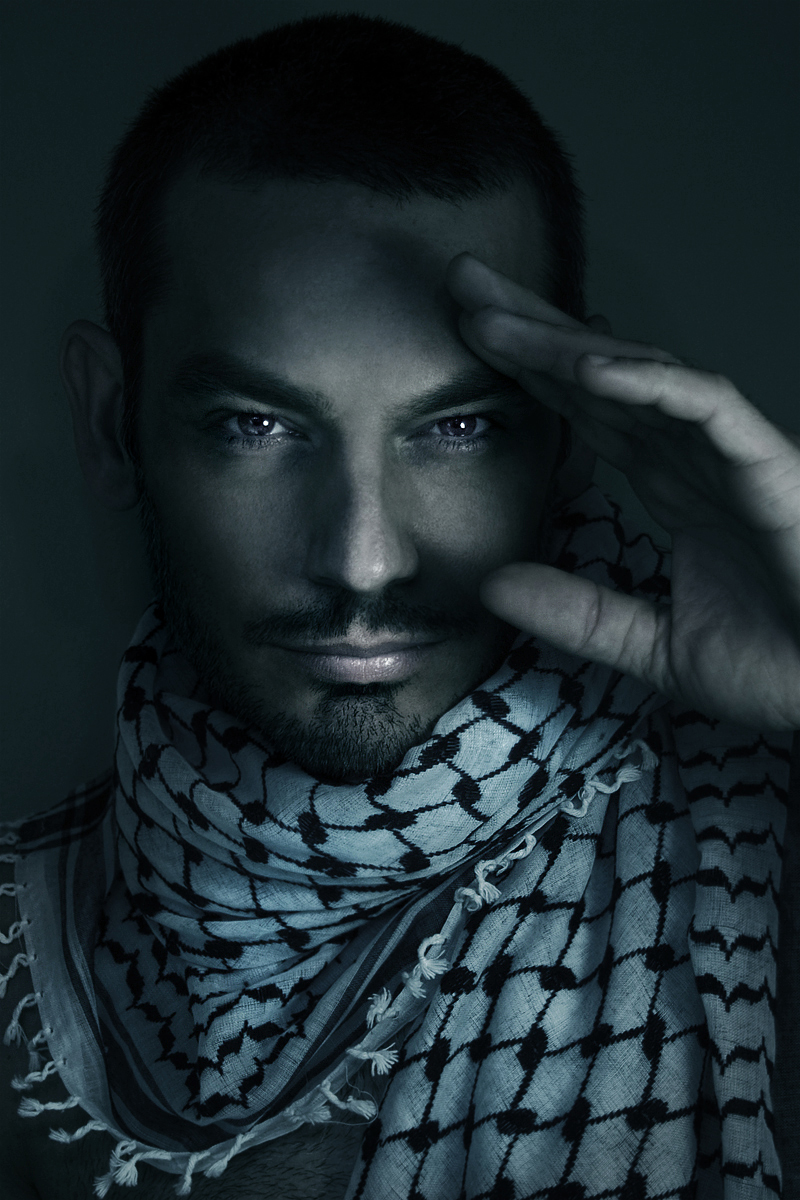
رجل يرتدي كوفية سورية

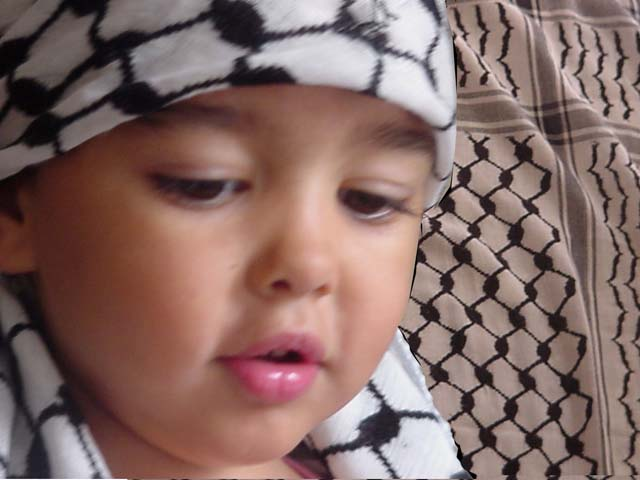
طفل يرتدي كوفية سورية

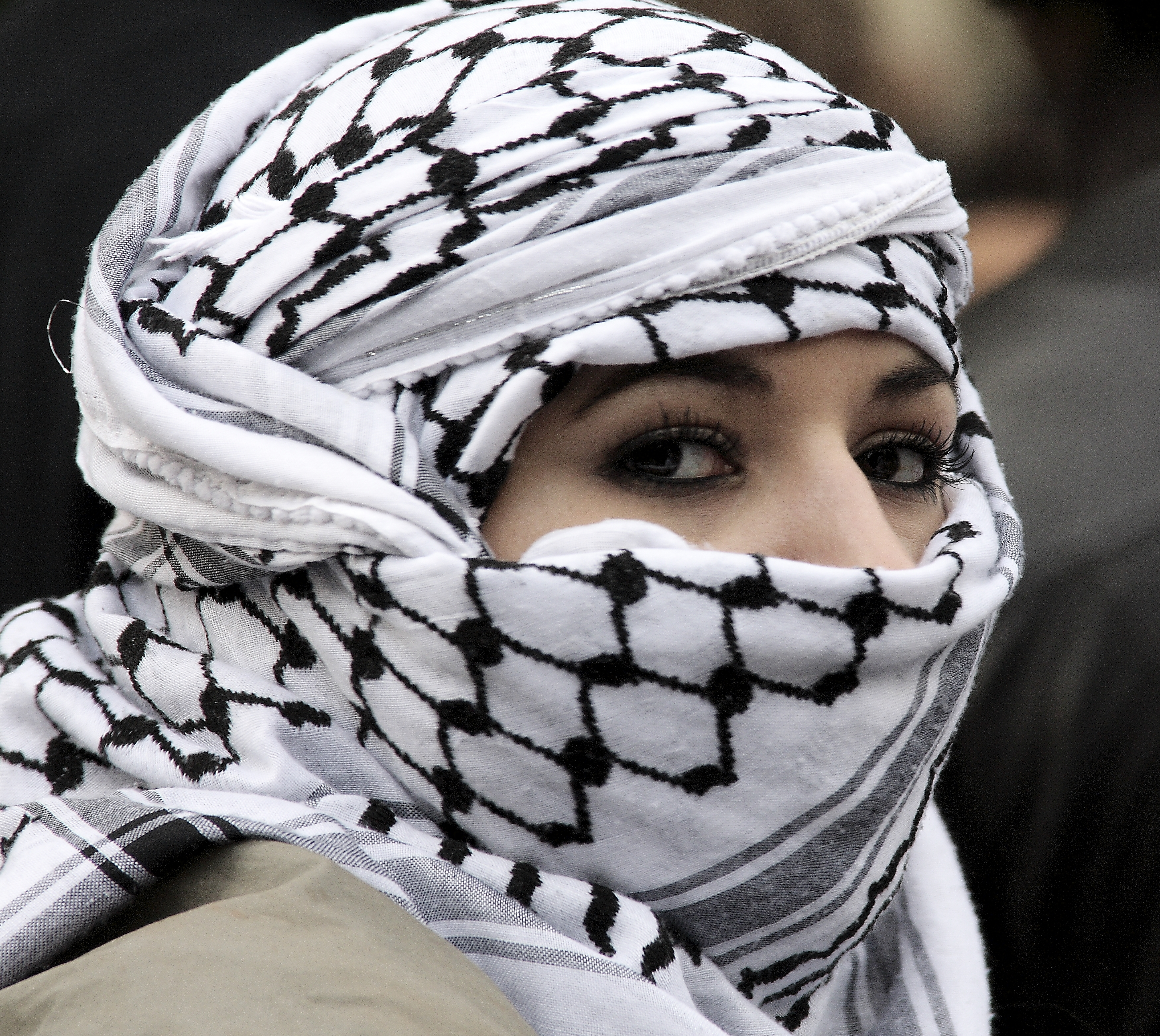
مرأة ترتدي الكوفية

## الكوفية السورية
أصل التسمية لها عدة أسماء في سوريا منهم من يسميها لفحة أو شال ومنهم من يسميها كوفية لكن كلمة كوفية الآن ترمز إلى الكوفية الفلسطينية وهناك من يسميها شماغ. ويختلف مسماها عند كل أهل مدينة سورية.
كوفية سورية أو الشماخ السوري، تعرف أيضاً بالشال أو لفحة. بلونيها الأبيض والأسود أو الأبيض والأحمر أو بلون سكري علية تطريز بألوان ونقشات مختلغة تعكس بساطة الحياة الفلاحية في قرى السورية، كما الألوان الترابية لملابس الفلاحين هناك بعيداً عن ألوان حياة المدينة.
اعتاد الفلاح أن يضع الكوفية السورية لتجفيف عرقه أثناء حراثة الأرض ولوقايته من حر الصيف وبرد الشتاء، ارتبط اسم الكوفية بالكفاح الوطني منذ ثورة 1925 أو الثورة السورية الكبرى في سوريا، وكان سلطان باشا الأطرش قائدالثورة السورية الكبرى يلف الشماخ على راسة حيث تلثم الفلاحون الثوار بالكوفية لإخفاء ملامحهم أثناء مقاومة القوات الفرنسية في سوريا وذلك لتفادي اعتقالهم أو الوشاية بهم، ثم وضعها أبناء المدن وذلك بأمر من قيادات الثورة آنذاك وكان السبب أن الفرنسيين بدؤوا باعتقال كل من يضع الكوفية على رأسه ظنا منهم انه من الثوار فأصبحت مهمة الفرنسيين صعبة باعتقال الثوار بعد أن وضعها كل شباب وشيوخ القرية والمدينة.
فقد كانت الكوفية رمز الكفاح ضد الانتداب الفرنسي واستمرت الكوفية رمز الثورة حتى يومنا هذا مروراً بكل محطات النضال الوطني السوري. مع انطلاقة الثورة السورية المعاصرة في النصف الثاني من ستينات القرن الماضي كانت الكوفية مقرونة بالفدائي كما سلاحه وكان أيضاً السبب الرئيسي لوضع الكوفية إخفاء ملامح الفدائي.
أما الآن في سوريا فاصبح العديد من الشباب والرجال وحتى بعض الفنانون سوريون والممثلات السوريات يرتدون الشماخ بوضعة على اكتافهم أو بلفة حول رقبتهم لاحياء التراث السوري العريق والقديم.
 ظهور الكوفية السورية في المسلسلات

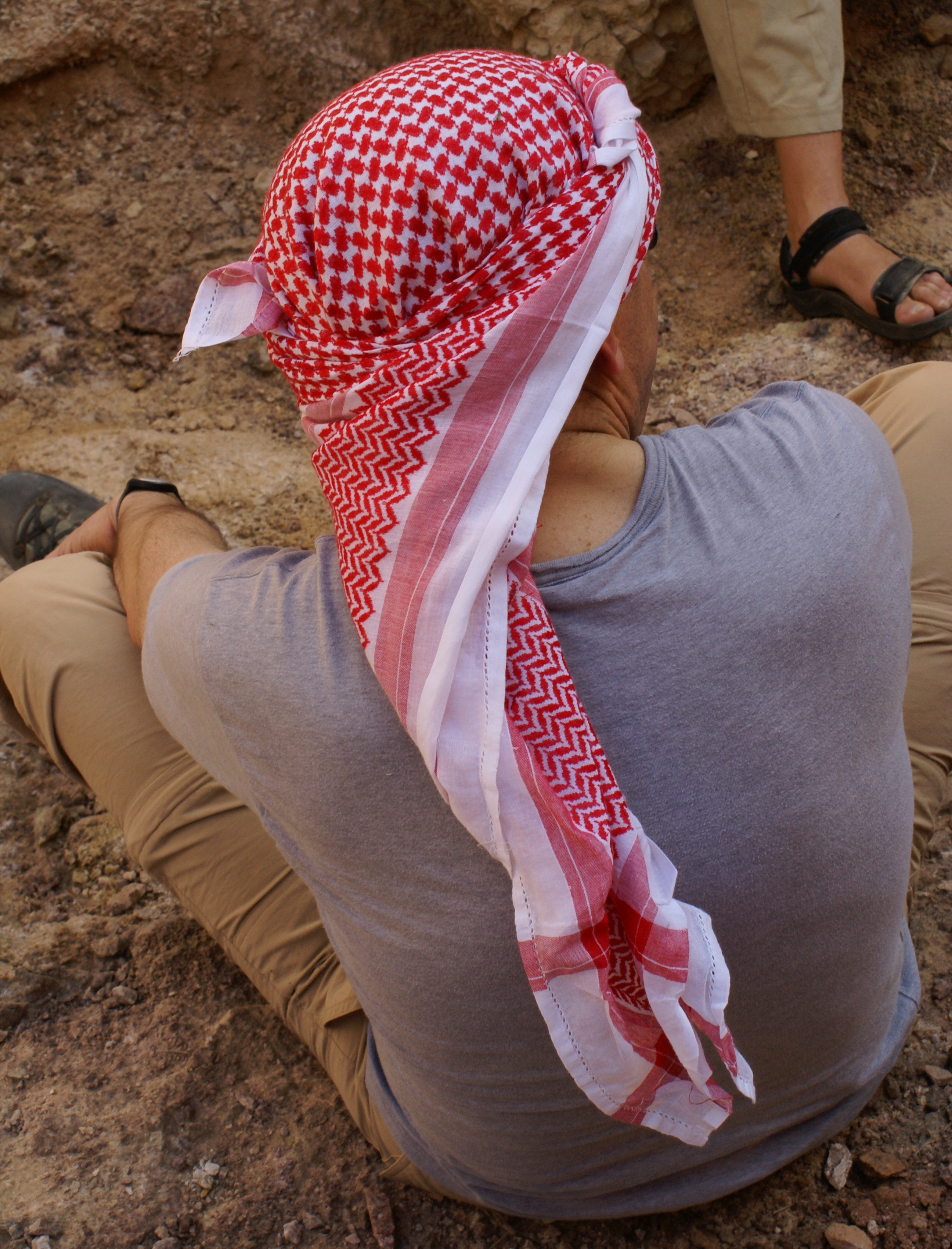
نقش الكوفية السورية باللونين الأبيض والأحمر.

النقش الأصلي واللون الأصلي للكوفية السورية.

وقد ظهرت الكوفية السورية في العديد من المسلسلات الشامية ومن أهم هذه المسلسلات:
- باب الحارة
- أهل الراية
- ليالي الصالحية
- الحصرم الشامي
- ايام شامية
- الخوالي
- مقالب غوار
- صح النوم[ ؟ ]

سوريون ارتدوا الكوفية السورية
قائمة بأسماء بعض الممثلين السوريون الذين ارتدوا الشماخ السوري في بعض مسلسلاتهم:
- سامر المصري
- وائل شرف
- قصي خولي
- رشيد عساف
- سليم كلاس
- عباس النوري
- ميلاد يوسف
- بسام كوسا.

## التعديلات التي طرأت على الكوفية السورية
باتت الكوفبة السورية الآن مصدراً لالهام العديد من مصممي الازياء في العالم فمنهم من يستوحي الافكار منها ومنهم من يقوم بالتعديل عليها عبر إضافة علها بعض النقوش أو تغيير لونها من الأسود و الأبيض[ ؟ ] أو الأحمر والأبيض إلى الوان أخرى منها البني والأبيض أو الأزرق والأبيض ومنهم من ياخذ نقوشها ليضيف بعض النقوش الأخرى عليها ومنهم من يضيف هذة النقوش إلى بعض الملابس كالاقميص الرجالي والمعاطف والتيشرتات وسبب التعديل على الكوفية السورية في اغلب الاحيان هو لاحياء التراث السوري واحياء الزي التقليدي السوري ويكون عبر التعديل عليها لتراها الثقافات الأخرى أو ليتعرف عليها من لايعرفها أو بانشاء المسلسلات الشامية القديمة أو بالمهرجانات الثقافية السورية وباتت الكوفية السورية تظهر بالعديد من المناسبات والمهرجانات العالمية